# Torrelaguna
Torrelaguna és un municipi del Nord-est de la Comunitat de Madrid. Se situa en un terreny d'orografia complicada envoltat de serres, la de Somosierra al nord i la de la Concha a l'est. El territori municipal està creuat pels rius Jarama i Lozoya. Prop, al nord, està l'embassament del Atazar.

## Història

### Orígens
Els orígens de l'actual població estan en el llogaret independent de la ciutat d'Uceda (Guadalajara) que es va crear quan ciutadans d'aquesta població van establir una granja en l'actual ubicació de la vila per a aprofitar les fèrtils vegues al peu de les serres.

### Època musulmana i reconquesta
Quan els musulmans van arribar a la població, aquesta ja comptava amb els seus set barris o granjeries. Durant la reconquesta es va agrupar la població en el barri de Magdalena que posseïa una talaia, i es va procedir a emmurallar l'assentament sobre els segles x i XI. En l'any 1085 el rei Alfons VI de Castella conquistà la vila als àrabs i és incorporada als dominis de l'arquebisbe de Toledo. En 1390 el rei Joan I de Castella i l'Arquebisbe toledà Pedro Tenorio nomenaren Torrelaguna Vila Lliure desannexant-la d'Uceda.
A partir del segle xiv es produïx en Torrelaguna l'assentament d'importants famílies que porten la prosperitat a la localitat. En aquesta època es va construir l'església parroquial de Santa María Magdalena.

### Fur local
Carles I, en 1539, li concedeix, per motiu de no haver participat en la guerra de les Comunitats de Castella l'autonomia judicial en primera instància i un Fur Local propi. El seu fill Felip II ven la jurisdicció senyorial de la Vila als seus veïns i Carles III, en 1749 li concedeix el rang de municipi.

### Guerra de la Independència
Durant la guerra de la Independència Torrelaguna sofreix un saqueig de les tropes franceses. La guerra civil va produir bastants destrosses en el patrimoni monumental de Torrelaguna. Les obres de proveïment d'aigua potable a Madrid, realitzades en 1852, van dur a la reina Isabel II a romandre alguns dies en la vila. També ho van fer Alfons XII i Alfons XIII.

### Segle XX
Durant el principi de la segona meitat del segle xx es va produir una forta emigració a la propera capital, encara que en els primers anys del segle XXI està començant a produir-se una recuperació demogràfica sostinguda. En 1974 la Vila va ser declarada Monument Històric Artístic Nacional.